# Jacobo González
Jacobo González Rodrigañez (Madrid, 25 marzo 1997) è un calciatore spagnolo, attaccante del Córdoba.

## Carriera
González è cresciuto nelle giovanili del Real Madrid dove ha giocato dal 2009 al 2016. Il 9 luglio 2016 si è trasferito all'Alcorcón dove ha debuttato in prima squadra il 20 agosto nell'incontro di Segunda División pareggiato 0-0 contro l'Huesca. Il 30 dicembre è passato in prestito al Rayo Majadahonda fino al termine della stagione.
Il 14 agosto 2017 è stato ceduto al Villanovense in Segunda División B. La stagione successiva è passato al Celta Vigo che lo ha assegnato alla propria squadra B. Il 27 giugno 2020 ha fatto il suo esordio in Primera División giocando da titolare contro il Barcellona.
Al termine della stagione ha lasciato il club ed è passato al Tenerife. Nel 2022 è sceso di categoria con il Sabadell con cui ha disputato la sua migliore annata dal punto di vista personale con 13 gol in 36 presenze. L'anno successivo si è trasferito all'FC Andorra, neopromosso in Segunda División.
Il 27 luglio 2023 ha fatto ritorno al suo primo club, l'Alcorcón.

## Statistiche

### Presenze e reti nei club
Statistiche aggiornate al 3 febbraio 2024.
| Stagione        | Squadra          | Campionato      | Campionato | Campionato | Coppe nazionali | Coppe nazionali | Coppe nazionali | Coppe continentali | Coppe continentali | Coppe continentali | Altre coppe | Altre coppe | Altre coppe | Totale | Totale | Totale |
| Stagione        | Squadra          | Comp            | Pres       | Reti       | Comp            | Pres            | Reti            | Comp               | Pres               | Reti               | Comp        | Pres        | Reti        | Pres   | Reti   |        |
| --------------- | ---------------- | --------------- | ---------- | ---------- | --------------- | --------------- | --------------- | ------------------ | ------------------ | ------------------ | ----------- | ----------- | ----------- | ------ | ------ | ------ |
| 2016-gen. 2017  | Alcorcón B       | TD              | 10         | 1          |                 | -               | -               |                    | -                  | -                  |             | -           | -           | 10     | 1      |        |
| 2016-gen. 2017  | Alcorcón         | SD              | 2          | 0          | CR              | 1               | 0               |                    | -                  | -                  |             | -           | -           | 3      | 0      |        |
| gen.-giu. 2017  | Rayo Majadahonda | SDB             | 12         | 0          | CR              | 0               | 0               |                    | -                  | -                  |             | -           | -           | 12     | 0      |        |
| 2017-2018       | Villanovense     | SDB             | 30         | 3          | CR              | 1               | 0               |                    | -                  | -                  |             | -           | -           | 31     | 3      |        |
| 2018-2019       | Celta Vigo B     | SDB             | 17         | 1          |                 | -               | -               |                    | -                  | -                  |             | -           | -           | 17     | 1      |        |
| 2019-2020       | Celta Vigo B     | SDB             | 26         | 7          |                 | -               | -               |                    | -                  | -                  |             | -           | -           | 26     | 7      |        |
| 2019-2020       | Celta Vigo       | PD              | 2          | 0          | CR              | 0               | 0               |                    | -                  | -                  |             | -           | -           | 2      | 0      |        |
| 2020-2021       | Tenerife         | SD              | 14         | 1          | CR              | 0               | 0               |                    | -                  | -                  |             | -           | -           | 14     | 1      |        |
| 2021-2022       | Sabadell         | PDR             | 35         | 13         | CR              | 1               | 0               |                    | -                  | -                  |             | -           | -           | 36     | 13     |        |
| 2022-2023       | FC Andorra       | SD              | 30         | 2          | CR              | 1               | 1               |                    | -                  | -                  | CC          | 1           | 0           | 32     | 3      |        |
| 2023-2024       | Alcorcón         | SD              | 27         | 4          | CR              | 2               | 0               |                    | -                  | -                  |             | -           | -           | 29     | 4      |        |
| Totale carriera | Totale carriera  | Totale carriera | 205        | 32         |                 | 6               | 1               |                    | -                  | -                  |             | 1           | 0           | 212    | 33     |        |